# Something to Tell You
Albums de Haim
Days Are Gone
(2013) Women in Music Pt. III
(2020)
Singles
1. Want You Back (en)
Sortie : 3 mai 2017
2. Little of Your Love (en)
Sortie : 18 juin 2017
3. Nothing's Wrong
Sortie : 21 août 2017

Something to Tell You est le deuxième album studio du groupe de pop rock américain Haim. Il est sorti le 7 juillet 2017.

## Accueil critique
Sur le site web Metacritic, l'album Something to Tell You obtient la note de 69/100, moyenne calculée à partir de trente critiques.

## Liste des pistes
| Édition standard | Édition standard         | Édition standard                                                                | Édition standard | Édition standard | Édition standard | Édition standard | Édition standard | Édition standard | Édition standard |
| No               | Titre                    | Auteur                                                                          | Durée            |                  |                  |                  |                  |                  |                  |
| ---------------- | ------------------------ | ------------------------------------------------------------------------------- | ---------------- | ---------------- | ---------------- | ---------------- | ---------------- | ---------------- | ---------------- |
| 1.               | Want You Back (en)       | - Danielle Haim - Este Haim - Alana Haim - Ariel Rechtshaid                     | 3:52             |                  |                  |                  |                  |                  |                  |
| 2.               | Nothing's Wrong          | - Danielle Haim - Este Haim - Alana Haim - Ariel Rechtshaid                     | 3:09             |                  |                  |                  |                  |                  |                  |
| 3.               | Little of Your Love (en) | - Danielle Haim - Este Haim - Alana Haim - Ariel Rechtshaid                     | 3:33             |                  |                  |                  |                  |                  |                  |
| 4.               | Ready for You            | - Danielle Haim - Este Haim - Alana Haim - Ariel Rechtshaid - Twin Shadow       | 3:45             |                  |                  |                  |                  |                  |                  |
| 5.               | Something to Tell You    | - Danielle Haim - Este Haim - Alana Haim - Ariel Rechtshaid                     | 4:13             |                  |                  |                  |                  |                  |                  |
| 6.               | You Never Knew           | - Danielle Haim - Este Haim - Alana Haim - Ariel Rechtshaid - Devonté Hynes     | 4:29             |                  |                  |                  |                  |                  |                  |
| 7.               | Kept Me Crying           | - Danielle Haim - Este Haim - Alana Haim - Ariel Rechtshaid - Rostam Batmanglij | 3:55             |                  |                  |                  |                  |                  |                  |
| 8.               | Found It in Silence      | - Danielle Haim - Este Haim - Alana Haim - Ariel Rechtshaid                     | 4:23             |                  |                  |                  |                  |                  |                  |
| 9.               | Walking Away             | - Danielle Haim - Este Haim - Alana Haim - Rostam Batmanglij                    | 3:56             |                  |                  |                  |                  |                  |                  |
| 10.              | Right Now                | - Danielle Haim - Este Haim - Alana Haim - Ariel Rechtshaid                     | 4:15             |                  |                  |                  |                  |                  |                  |
| 11.              | Night So Long            | - Danielle Haim - Este Haim - Alana Haim - Ariel Rechtshaid                     | 3:04             |                  |                  |                  |                  |                  |                  |
| 42:34            |                          |                                                                                 |                  |                  |                  |                  |                  |                  |                  |

## Classements
| Classement (2017)               | Meilleure position |
| ------------------------------- | ------------------ |
| Allemagne (Media Control AG)    | 44                 |
| Australie (ARIA)                | 4                  |
| Autriche (Ö3 Austria Top 40)    | 56                 |
| Belgique (Flandre Ultratop)     | 17                 |
| Belgique (Wallonie Ultratop)    | 122                |
| Canada (Canadian Albums)        | 11                 |
| Écosse (OCC)                    | 2                  |
| Espagne (Promusicae)            | 37                 |
| États-Unis (Billboard 200)      | 7                  |
| États-Unis (Alternative Albums) | 2                  |
| États-Unis (Top Rock Albums)    | 2                  |
| Grèce (IFPI Greece)             | 61                 |
| Irlande (IRMA)                  | 4                  |
| Nouvelle-Zélande (RIANZ)        | 11                 |
| Pays-Bas (Mega Album Top 100)   | 46                 |
| Royaume-Uni (UK Albums Chart)   | 2                  |
| Suède (Sverigetopplistan)       | 41                 |
| Suisse (Schweizer Hitparade)    | 26                 |

| Classement (2017)            | Position |
| ---------------------------- | -------- |
| États-Unis (Top Rock Albums) | 96       |